# Norops utilensis
Norops utilensis este o specie de șopârle din genul Norops, familia Polychrotidae, descrisă de Köhler 1996. Conform Catalogue of Life specia Norops utilensis nu are subspecii cunoscute.